# Fußball-Weltmeisterschaft der Frauen 2011/Äquatorialguinea
Dieser Artikel behandelt die Äquatorialguineische Fußballnationalmannschaft der Frauen bei der Fußball-Weltmeisterschaft der Frauen 2011 in Deutschland. Äquatorialguinea erreichte im März 2011 mit Platz 61 in der FIFA-Weltrangliste die bisher beste Platzierung, war damit aber noch der schwächste WM-Teilnehmer. Äquatorialguinea nahm zum ersten Mal an einer WM teil. Der größte bisherige Erfolg ist der Gewinn der Fußball-Afrikameisterschaft der Frauen 2008. Äquatorialguinea bestritt vor der WM erst 26 Länderspiele, das erste 2002. Außer gegen Nigeria hatte Äquatorialguinea noch gegen keinen der anderen WM-Teilnehmer gespielt und – mit Ausnahme eines Testspiels in der Vorbereitung gegen Luxemburg – auch noch nie außerhalb Afrikas. Äquatorialguinea ist das kleinste Land (ca. 28.000 km²), das je an einer Frauen-Weltmeisterschaft teilgenommen hat und hat auch die niedrigste Einwohnerzahl (651.000) aller bisherigen Teilnehmer. Es löst damit Taiwan (Teilnehmer 1991) als bisher kleinstes bzw. Neuseeland als bisher bevölkerungsärmstes Teilnehmerland ab.

## Qualifikation
Äquatorialguinea qualifizierte sich durch den Sieg im Halbfinale der Fußball-Afrikameisterschaft der Frauen 2010 gegen Gastgeber Südafrika für die Endrunde. Das Finale wurde gegen den ebenfalls qualifizierten Rekordmeister Nigeria verloren. Erfolgreichste Torschützin für Äquatorialguinea war Simpore Salimata mit 3 Toren, zwei davon erzielte sie im Halbfinale gegen Südafrika. Nach der Qualifikation wurde von Ghana und Südafrika der Vorwurf erhoben, Äquatorialguinea habe beim Turnier Männer eingesetzt.

### Der Weg zur WM

#### Qualifikation
Namibia –  Äquatorialguinea 1:5, danach Rückzug Namibias

#### Afrikameisterschaft
Die Meisterschaft fand im Oktober und November 2010 mit acht Mannschaften, die auf zwei Gruppen aufgeteilt wurden, in Südafrika statt. In der Gruppenphase spielte zunächst jede einmal gegen die drei anderen Mannschaften der Gruppe.

##### Gruppenphase
| Rang | Land             | Tore | Punkte |
| ---- | ---------------- | ---- | ------ |
| 1    | Äquatorialguinea | 6:3  | 7      |
| 2    | Kamerun          | 6:4  | 7      |
| 3    | Ghana            | 4:6  | 3      |
| 4    | Algerien         | 2:5  | 0      |

| 2. November 2010 in Benoni |   |                  |           |
| Äquatorialguinea           | – | Kamerun          | 2:2 (2:1) |
| 5. November 2010 in Benoni |   |                  |           |
| Äquatorialguinea           | – | Algerien         | 1:0 (1:0) |
| 8. November 2010 in Benoni |   |                  |           |
| Ghana                      | – | Äquatorialguinea | 1:3 (1:1) |

##### Halbfinale
| 11. November 2010 in Benoni | Äquatorialguinea | – | Südafrika | 3:1 (0:0, 0:0) n. V. |

## Kader für die WM
Die meisten Spielerinnen spielen in Äquatorialguinea, je eine Spielerin ist in Deutschland, Nigeria, Spanien und Südkorea aktiv. Die Spielerinnen haben eine Durchschnittsgröße von 166 cm, wobei Sinforosa mit 161 cm die kleinste und die zweite Torhüterin Yao mit 174 cm die größte Spielerin ist. Die 16-jährige Christelle ist die jüngste Spielerin bei der WM. Jade Boho wurde von der FIFA für zwei Monate gesperrt, nachnominiert wurde Emiliana.
| Nr.               | Spielerin        | Geburtsdatum | Verein                    | Länderspiele | Länderspieltore | WM 2011 | WM 2011 | WM 2011      | WM 2011          | WM 2011     |     |     |
| Nr.               | Spielerin        | Geburtsdatum | Verein                    | Länderspiele | Länderspieltore | Spiele  | Tore    | Gelbe Karten | Gelb-Rote Karten | Rote Karten |     |     |
| Tor               | Tor              | Tor          | Tor                       | Tor          | Tor             | Tor     | Tor     | Tor          | Tor              | Tor         | Tor | Tor |
| ----------------- | ---------------- | ------------ | ------------------------- | ------------ | --------------- | ------- | ------- | ------------ | ---------------- | ----------- | --- | --- |
| 1                 | Miriam           | 25.02.1982   | AA São Francisco          | 12           | 0               | 3       | 0       | 0            | 0                | 0           |     |     |
| 13                | Yao              | 02.07.1979   | Princesses Yennenga       | 09           | 0               | 0       | 0       | 0            | 0                | 0           |     |     |
| 18                | Maria Rosa       | 05.05.1992   | Inter Continental         | 06           | 0               | 0       | 0       | 0            | 0                | 0           |     |     |
| Abwehr            |                  |              |                           |              |                 |         |         |              |                  |             |     |     |
| 2                 | Bruna            | 12.05.1984   | Real Dona                 | 12           | 0               | 3       | 0       | 1            | 0                | 0           |     |     |
| 3                 | Dulcia           | 18.01.1982   | CEUNESP                   | 07           | 0               | 3       | 0       | 1            | 0                | 0           |     |     |
| 4                 | Carolina         | 18.02.1983   | Estrellas del Sur         | 12           | 03              | 3       | 0       | 0            | 0                | 0           |     |     |
| 21                | Laetitia         | 07.04.1987   | E Waiso Ipola             | 06           | 0               | 3       | 0       | 0            | 0                | 0           |     |     |
| Mittelfeld        |                  |              |                           |              |                 |         |         |              |                  |             |     |     |
| 5                 | Ana Cristina     | 12.12.1985   | Palmeiras                 | 08           | 01              | 3       | 0       | 1            | 0                | 0           |     |     |
| 6                 | Vania            | 09.11.1980   | Hyundai Steel             | 06           | 0               | 3       | 0       | 0            | 0                | 0           |     |     |
| 9                 | Dorine           | 28.11.1988   | E Waiso Ipola             | 16           | 09              | 3       | 0       | 0            | 0                | 0           |     |     |
| 10                | Añonma           | 19.04.1989   | FF USV Jena               | 32           | 18              | 3       | 2       | 1            | 0                | 0           |     |     |
| 11                | Natalia          | 05.09.1986   | Inter Continental         | 17           | 01              | 0       | 0       | 0            | 0                | 0           |     |     |
| 12                | Sinforosa        | 26.04.1994   | E Waiso Ipola             | 17           | 06              | 2       | 0       | 1            | 0                | 0           |     |     |
| 14                | Jumaria          | 08.05.1979   | Inter Continental         | 16           | 01              | 3       | 0       | 0            | 0                | 0           |     |     |
| 15                | Chinasa          | 08.12.1987   | Rivers Angels             | 19           | 09              | 2       | 0       | 0            | 0                | 0           |     |     |
| 16                | Lucrecia         | 24.10.1988   | E Waiso Ipola             | 06           | 01              | 0       | 0       | 0            | 0                | 0           |     |     |
| 20                | Christelle       | 16.01.1995   | E Waiso Ipola             | 09           | 02              | 1       | 0       | 0            | 0                | 0           |     |     |
| Angriff           |                  |              |                           |              |                 |         |         |              |                  |             |     |     |
| 7                 | Diala            | 08.12.1989   | 0vertragslos              | 20           | 04              | 3       | 0       | 1            | 0                | 0           |     |     |
| 8                 | Emiliana         | 04.12.1991   | E Waiso Ipola             | 0            | 0               | 0       | 0       | 0            | 0                | 0           |     |     |
| 17                | Adriana          | 16.04.1983   | Ouro Branco Esporte Clube | 07           | 07              | 3       | 0       | 0            | 0                | 0           |     |     |
| 19                | Fatoumata        | 27.03.1994   | Inter Continental         | 04           | 01              | 0       | 0       | 0            | 0                | 0           |     |     |
| Trainer           |                  |              |                           |              |                 |         |         |              |                  |             |     |     |
| Italien Brasilien | Marcelo Frigerio | 30.01.1971   |                           |              |                 |         |         |              |                  |             |     |     |
| Anmerkungen:1. 2. |                  |              |                           |              |                 |         |         |              |                  |             |     |     |

## Vorbereitung
Im April 2011 bestritt Äquatorialguinea zwei Qualifikationsspiele für die Olympischen Spiele in London gegen Kamerun und qualifizierte sich damit für die nächste Runde gegen Nigeria.
| Datum          | Ort                 | Gegner    | Ergebnis  |
| -------------- | ------------------- | --------- | --------- |
| 2. April 2011  | Yaoundé (Kamerun)   | Kamerun   | 0:0       |
| 17. April 2011 | Malabo              | Kamerun   | 2:0 (1:0) |
| 18. Juni 2011  | Hostert (Luxemburg) | Luxemburg | 8:0 (4:0) |

## Gruppenspiele
Im ersten Spiel der Gruppe D traf WM-Neuling Äquatorialguinea in seinem ersten Pflichtspiel außerhalb Afrikas und dem ersten Pflichtspiel gegen eine nichtafrikanische Mannschaft auf Exweltmeister Norwegen. Die favorisierten Norwegerinnen begannen furios, bereits in der zweiten Minute traf Haavi den Pfosten. Es folgten schnell weitere Möglichkeiten, die aber ebenfalls nicht zum Torerfolg führten. Nach einer Viertelstunde gestaltete der WM-Neuling das Spiel offener und kam seinerseits zu vielen guten Chancen, bei denen aber ebenfalls die Präzision fehlte. Insbesondere die für Jena in der Bundesliga spielende Añonma stellte die Norwegerinnen immer wieder vor Probleme, nur beim Abschluss haperte es. Auch zu Beginn der zweiten Halbzeit hatten die Nordeuropäerinnen ein Übergewicht und erst nach 20 Minuten kamen die Afrikanerinnen wieder besser ins Spiel. Als sich erste Wadenkrämpfe bei ihnen einstellten, schien es als wenn Norwegen die bessere Kondition hätte, aber es setzte sich ein offener Schlagaustausch mit Chancen auf beiden Seiten fort. Eine dieser Chancen nutzte Haavi, die jüngste Spielerin auf dem Feld, zum 1:0-Siegtreffer für Norwegen in der 84. Minute. Danach bemühten sich die Afrikanerinnen zwar noch um den Ausgleich, die erfahreneren Norwegerinnen brachten den knappen Vorsprung aber über die Zeit.
In ihrer zweiten Partie trafen die Afrikanerinnen erstmals auf Asienmeister Australien. Von Beginn an setzte Australien den WM-Neuling unter Druck und in der 8. Minute konnte Leena Khamis abstauben als Torhüterin Miriam den Ball nicht festhalten konnte. In der Folgezeit drängte Australien auf das 2:0, und die Afrikanerinnen hatten Glück, dass die ungarische Schiedsrichterin Gyöngyi Gaál in der 16. Minute übersah, dass Bruna einen vom Pfosten abgeprallten Ball in die Hand nahm. Völlig überraschend fiel dann aber der 1:1-Ausgleich als Genoveva Añonma der australischen Verteidigerin Servet Uzunlar den Ball abnehmen und auch noch die australische Torhüterin ausspielen konnte. In der zweiten Halbzeit gerieten die Afrikanerinnen schnell durch Tore von Emily van Egmond (48.) und Lisa De Vanna (51.) mit 1:3 in Rückstand. Danach verwaltete Australien das Spiel und das Spiel des WM-Neulings wurde "nigerianisch"; die Afrikanerinnen, die gegen Norwegen nur drei Fouls begangen hatten, bekamen drei Gelbe Karten. Erst in der 70. Minute ergab sich wieder eine Torchance für Äquatorialguinea als Añonma in den australischen Strafraum eindrang und zum Torabschluss kam. Die australische Torhüterin konnte den Ball aber noch zur Ecke ablenken – die die Schiedsrichterin allerdings nicht gab. Kurz vor Schluss wurde es dann noch einmal spannend als Añonma wiederum Uzunlar den Ball abnahm und den 2:3-Anschlusstreffer erzielen konnte. Australien brachte dieses Ergebnis dann aber über die Zeit. Da Norwegen gegen Brasilien verlor, hatte Äquatorialguinea nun keine Chancen mehr auf den Einzug ins Viertelfinale, selbst wenn ihnen ein Sieg im letzten Gruppenspiel gegen Vizeweltmeister Brasilien gelungen wäre.
Beim ersten Aufeinandertreffen mit Brasilien konnten die Afrikanerinnen bis zur 49. Minute einen Rückstand vermeiden, da Bruna gegen Weltfußballerin Marta den Guido machte und sie auf Schritt und Tritt verfolgte – selbst als Marta das Gespräch mit ihrem Trainer suchte – wodurch diese sichtlich genervt wirkte. Dann erzielte Érika durch eine feine Einzelleistung das 1:0, das 2:0 folgte in der 54. Minute durch Cristiane nach Vorarbeit von Marta. Als Marta in der Schlussminute im Strafraum gefoult wurde, verwandelte Cristiane auch den fälligen Strafstoß. Mit dieser Niederlage schied der Neuling ohne Punktgewinn als Gruppenletzter aus.
| Rang | Land             | Tore | Punkte |
| ---- | ---------------- | ---- | ------ |
| 1    | Brasilien        | 7:0  | 9      |
| 2    | Australien       | 5:4  | 6      |
| 3    | Norwegen         | 2:5  | 3      |
| 4    | Äquatorialguinea | 2:7  | 0      |

| Mittwoch, 29. Juni 2011, 15:00 Uhr in Augsburg |   |                  |           |
| Norwegen                                       | – | Äquatorialguinea | 1:0 (0:0) |
| Sonntag, 3. Juli 2011, 14:00 Uhr in Bochum     |   |                  |           |
| Australien                                     | – | Äquatorialguinea | 3:2 (1:1) |
| Mittwoch, 6. Juli 2011, 18:00 Uhr in Frankfurt |   |                  |           |
| Äquatorialguinea                               | – | Brasilien        | 0:3 (0:0) |

## Auszeichnungen
Genoveva Añonma wurde als einzige afrikanische Spielerin in das All-Star-Team gewählt.